# Fóti Andor
| Fóti Andor                                | Fóti Andor |
| Kattints az alábbi külső linkek egyikére! | Kattints az alábbi külső linkek egyikére! |
| ----------------------------------------- | --- |
| Nem található szabad kép.(?)              | |
| külső link · jogvédett                    | Dr. Münnich Ferenc altábornagy, Budapest rendőrfőkapitánya a sebesülést követő napon felkereste Fóti Andort betegágyánál. 1946. december 7-én. Forrás: Ország-Világ, 1983-08-10 / 32. sz. |

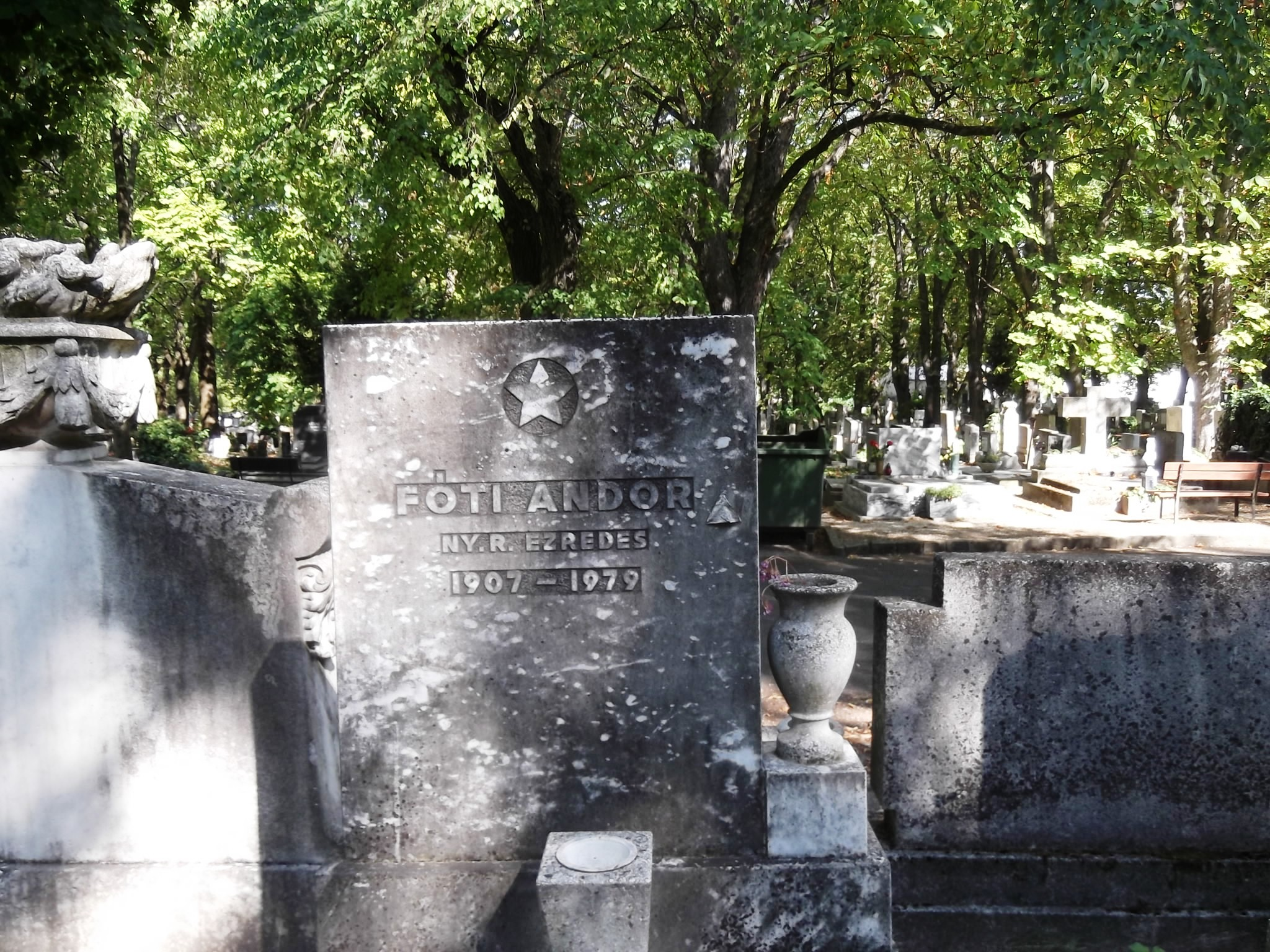
Fóti Andor sírja, Farkasréti Temető 8-A 10/1/278

Fóti Andor, születési nevén Flesch Andor (Szabadka, 1907. március 8. – Budapest, 1979. május 16.) nyomozótiszt, rendőr-ezredes, író.

## Életrajza
Flesch Vilmos (1868–1937) rövidáru-kereskedő és Koch Izabella fiaként született. Szüleivel 1918-ban települt át Budapestre, ahol szerény körülmények között éltek. 1938. október 22-én Budapesten, az Erzsébetvárosban házasságot kötött Márton Aranka Ilonával (1910–1940). A második világháború alatt munkaszolgálatos volt. 1945-ben tért vissza Budapestre, ahol a rendőrségnél helyezkedett el.
Az előzmény az, hogy 1945-ben egy angyalföldi bokszteremben találtak rá a munkanélküli Fóti Andorra, akinek felajánlották, hogy legyen rendőr. Fóti Andor később az Újpesti Dózsa ökölvívó szakosztályának az elnöke volt. 1946. december elején Fóti Andort lövés érte a Múzeum körúton, miközben bűnözőket üldöztek. Erről 1983-ban olvashatunk egy beszámolót. Dr. Münnich Ferenc altábornagy, Budapest rendőrfőkapitánya a sebesülést követő napon felkereste Fóti Andort betegágyánál.
1946 januárjában a rendőrség utcai banditizmus felszámolására alakult „R” (Razzia) csoportjának nyomozója, csoportvezetője lett. Az R-csoport – amelynek vezetője Erős Dénes volt – a fővárosi rendőrség I. központi főcsoportjához tartozott, és kis létszámmal is rendkívül komoly sikereket ért el rablások (köztük ékszerrablás, kasszafúrás), gyilkosságok, rablógyilkosságok felderítésében, valamint visszaszorításában. Munkájuk nyomán megszűnt a fővárosban tömeges méreteket öltött vetkőztetéses rablás.
Fóti Andor nagy sikerű könyvekben – megváltoztatott nevekkel és helyszínekkel – adta ki visszaemlékezéseit több nyomozati munkájáról. A történetek, amelyek korrajzok is egyben, tökéletesen bizonyítják, hogy függetlenül az adott politikai rendszertől, milyen óriási a szerepe az elhivatott rendőröknek, s a professzionális rendőrségnek a közbiztonság és köznyugalom megőrzésében, a bűntettesek felkutatásában és igazságszolgáltatás elé állításában.
Fóti Andor két olyan gyilkossági történetet ismertetett, amiket Mág Bertalannál is megtalálhatunk. „Hekus Dönci” történetét Fóti Andor Sztrogof Mihály újpesti kalandja címen dolgozta fel. Mág Bertalan első könyvében „Hekus Dönci” címen adta közre a nyomozás történetét. Ahol lényegesek a különbségek, az a cinkotai gyilkosság története. Nézzük a tényeket, Krisztián Imre kétszeres gyilkos esetét. A gyilkosság történetét többek között az Origó publikálta 2020. december 2-án. 55 éve (tehát 1965-ben) végzett kegyetlenül az áldozatával Krisztus, a cinkotai gyilkos. „A csak Krisztusnak becézett Krisztián Imre eladósodott, ezért eldöntötte, hogy kirabolja a neki is munkát adó cinkotai vállalat páncélszekrényét. A rablás végül nem sikerült, a két társa közül az egyiket meggyilkolta, a másikat súlyosan megsebesítette. A brutális gyilkosság ma 55 éve történt. Krisztián Imre a cinkotai Autóalkatrészgyártó és Felújító Vállalatnál dolgozott 1965-ben, mint rendészeti vezető. A férfi eladósodott, ezért eldöntötte, hogy kirabolja a vállalat páncélszekrényét, amelyben a dolgozók bérét tartották. Két kollégáját is beszervezte, Kiss Józsefet és Szirony Istvánt. Őket egy kitalált kém történettel vette rá a rablásra… Krisztián Imre úgy gondolta, hogy senki sem fogja őket meglátni, mivel olyan későn senki sem jár arra. A rablás közben azonban annyira rettegett a lebukástól, hogy úgy döntött, inkább meggyilkolja a társait, és üres kézzel elmenekül. Megfogott egy kalapácsot, és mindkét férfit leütötte. Az egyikük, Szirony István belehalt a sérüléseibe, Kiss József felépült. Krisztián Imre végül lebukott és halálra ítélték, Budapesten végezték ki 1966. május 7-én. Szirony István felesége nem tudta feldolgozni férje elvesztését, a következő évben öngyilkos lett, két gyereket hagyva maga után. Ez a hiteles történet. Fóti Andor Gyilkosság decemberben címen publikálta Krisztián Imre gyilkossági ügyét,  az eredeti neveket közölte, kicsi változtatással, pl. Kés József (nem Kiss) rendész, Szigony István (nem Szirony), lakatos, Kriszton Imre (nem Krisztián) főrendész. Fóti Andor azt írta, hogy „A gyár kapuja előtt már fékezett is az Árok (vagyis Mág Bertalan) őrnagy vezette rablási csoport néhány gépkocsija. Árok szokott lassú, himbáló járásával jött (i. m. 317.)” Mág Bertalan „Nincs megállás” címen dolgozta fel Krisztián Imre gyilkossági ügyét. A neveket lényegesen megváltoztatta, Almási Géza (Szirony István) az éjszakás művezető, Gáti József (Kiss József) műszerész, Palágyi Béla (Krisztián Imre) művezető, a gyilkos. A nyomozás történetét hasonlóan írták le. Még abban is megegyeznek, hogy felajánlották, hogy visszavonulnak a nyomozói hivatásuktól, ha megalapozatlanul vádolták meg Krisztián Imrét a gyilkosság vádjával, ugyanis Krisztián MSZMP tag és munkásőr is volt.  „Az ügy belpolitikai szempontból rendkívül kényes volt, mert Krisztián jó néhány korábbi üzelme és tetemes tartozása napvilágot látott már az első napokban, hisz igen sok embernek tartozott. A gyártelep dolgozóit olyan mélyen érintette a brutális bűncselekmény, hogy évekig nem tudtak szabadulni az emlékétől (nem is beszélve az áldozatok rokonainak lelki kínjairól). Krisztián Imre az 1956-os forradalom után hatalmát legitimálni igyekvő, ezért a közrend fenntartására igen kényes Magyar Szocialista Munkáspárt tagjaként kerülhetett bizalmi állásba és munkásőrként is szolgálatot teljesített. A férfit kiválónak tartott pártmunkája miatt iskolába akarták küldeni. Ráadásul a cinkotai munkásőr alakulat tagjai közül nem Krisztián volt az első gyilkosságra vetemedő.”  Azt, hogy Krisztián Imre az MSZMP tagja és munkásőr volt Fóti Andor és Mág Bertalan nem említette. Krisztián Imre gyilkossági ügyét Szabó László "A narancshéj" címen szintén feldolgozta, a valós neveket használta.
Nyughelye Budapesten, a Farkasréti temetőben található (8-A/0/1/278).

## Könyvei
- Kelepcében az alvilág (Zrínyi Katonai Kiadó, 1968, 1978, 1983)[17]
- Különös randevú (Zrínyi Katonai Kiadó, 1970, 1977)[18]
- Szemben a bűnözőkkel (Zrínyi Katonai Kiadó, 1978, 1984)[19]
- Itt az R-csoport (Zrínyi Katonai Kiadó, 1980).[20]

## Filmek
- Megtörtént bűnügyek (8 részes televíziós sorozat, 1973–1979)[21]

Négy epizód Fóti Andor Különös randevú, négy epizód Mág Bertalan: A holtak nem beszélnek és a Zsákutca című könyve alapján készült. A történetekben Fóti Andort  Avar István (Csipke őrnagy), ő egyébként ebben a sorozatban részben Mág Bertalan megszemélyesítője is volt.
- Hekus lettem (1972)
- Megtörtént bűnügyek (1974)
- Halál a pénztárban (1981)
- Utolsó alkalom (1981)[23]

## Videofelvételek
- Fóti Andor. Megtörtént bűnügyek. Száraz martini. ok.ru 1973.
- Fóti Andor. Megtörtént bűnügyek. A négylevelű lóhere. ok.ru 1973.
- Fóti Andor. Megtörtént bűnügyek. Azon az éjszakán. ok.ru 1976.
- Fóti Andor. Megtörtént bűnügyek 2. Gyilkosság Budán. ok.ru 1974.
- Fóti Andor. Halál a pénztárban. ok.ru 1979.
- Fóti Andor. Utolsó alkalom. videa.hu 1981. Archiválva 2022. június 6-i dátummal a Wayback Machine-ben
- Fóti Andor: Gyilkosság decemberben és Mág Bertalan: Nincs megállás c. története alapján írta Kertész Ákos. Megtörtént bűnügyek - Halál a pénztárban. Völgyi őrnagy Hetényi Pál. 1981